# 符騰堡的弗蕾德里克
符騰堡的弗蕾德里克（德語：Friederike von Württemberg，1765年7月27日—1785年11月24日），符騰堡公爵腓特烈二世·歐根的次女。

## 家庭
1781年，弗蕾德里克與歐登堡公爵腓特烈·奧古斯特一世的姪子、日後的歐登堡公爵彼得一世結婚，兩人共有兩個兒子：
1. 奧古斯特（1783年—1853年），歐登堡大公
2. 格奧爾格（1784年—1812年）